# Tes, Zavkhan
Tes (tiếng Mông Cổ: Тэс) là một sum của tỉnh Zavkhan ở miền tây Mông Cổ. Vào năm 2005, dân số của sum là 3.230 người.

## Địa lý
Sum có diện tích khoảng 8.721 km2. Trung tâm sum, Zur, nằm cách tỉnh lỵ Uliastai 230 km và thủ đô Ulaanbaatar 800 km.

### Khí hậu
Nhiệt độ trung bình hàng năm ở khu vực này là -2 °C. Tháng ấm nhất là tháng 7, khi nhiệt độ trung bình là 26 °C và lạnh nhất là tháng 12, với -28 °C. Lượng mưa trung bình hàng năm là 244 mm. Tháng ẩm ướt nhất là tháng 8, với lượng mưa trung bình là 60 mm, và khô nhất là tháng 2, với 4 mm.

## Kinh tế
Sum có một trường học, bệnh viện và khu dịch vụ.